# Anna z Dobrzańskich Lubomirska
Anna Lubomirska z d. Dobrzańska h. Sas, (ur. ok. 1779, zm. w 1819 w Rudlicach), polska arystokratka.

## Życiorys
Była właścicielką majątku; Miżyniec, Gdeszyce, Michowa, Pleszowice, Zrotowice i Stroniowice. Po ślubie zawartym w 1790, została drugą żoną Franciszka Grzegorza Lubomirskiego, po jego rozwodzie w 1789 z Agatą Mossakowską.
Przeniosła się z Miżyńca do Charzewic i zamieszkała z mężem w neoklasycystycznym, piętrowym budynku nazywanym „zamkiem” lub „willą książęcą” wybudowanym przez Franciszka na obrzeżach Charzewic, który przeniósł siedzibę rodu z zamku w Rzeszowie do Charzewic.
W 1809 w czasie wojny austriacko-polskiej i kampanii galicyjskiej księcia Józefa Poniatowskiego, Anna z mężem pomagała powstańcom organizując m.in. szpital polowy w majątku, a sam pałac przez dwa dni był siedzibą księcia, który wybrał pałac na kwaterę dla swego sztabu generalnego.
Matka m.in. Jerzego Romana Lubomirskiego (1799-1865), i Adama Lubomirskiego (1812-1873), kolejnych właścicieli majątku rodowego w Charzewicach.
Została pochowana w krypcie klasztoru franciszkanów w Rozwadowie.